# Dur Anbesa
Dur Anbesa est un réservoir qui se trouve dans le woreda de Hintalo Wajirat au Tigré en Éthiopie. Le barrage a été construit en 2001 par SAERT.

## Caractéristiques du barrage
- Hauteur: 18 mètres
- Longueur de la crête: 605 mètres
- Largeur du déversoir: 10 mètres

## Capacité
- Capacité d’origine : 900 000 m3
- Tranche non-vidangeable : 115 598 m3
- Superficie : 14 ha

En 2002, l’espérance de vie du réservoir (la durée avant qu’il ne soit rempli de sédiments) était estimée à 36 années.

## Irrigation
- Périmètre irrigué planifié: 61 ha

## Environnement
Le bassin versant du réservoir a une superficie de 10 km2. Le réservoir subit la sédimentation ,. Une partie des eaux du réservoir est perdue par percolation; un effet secondaire et positif est que ces eaux contribuent à la recharge des aquifères.